# Pat Cortina

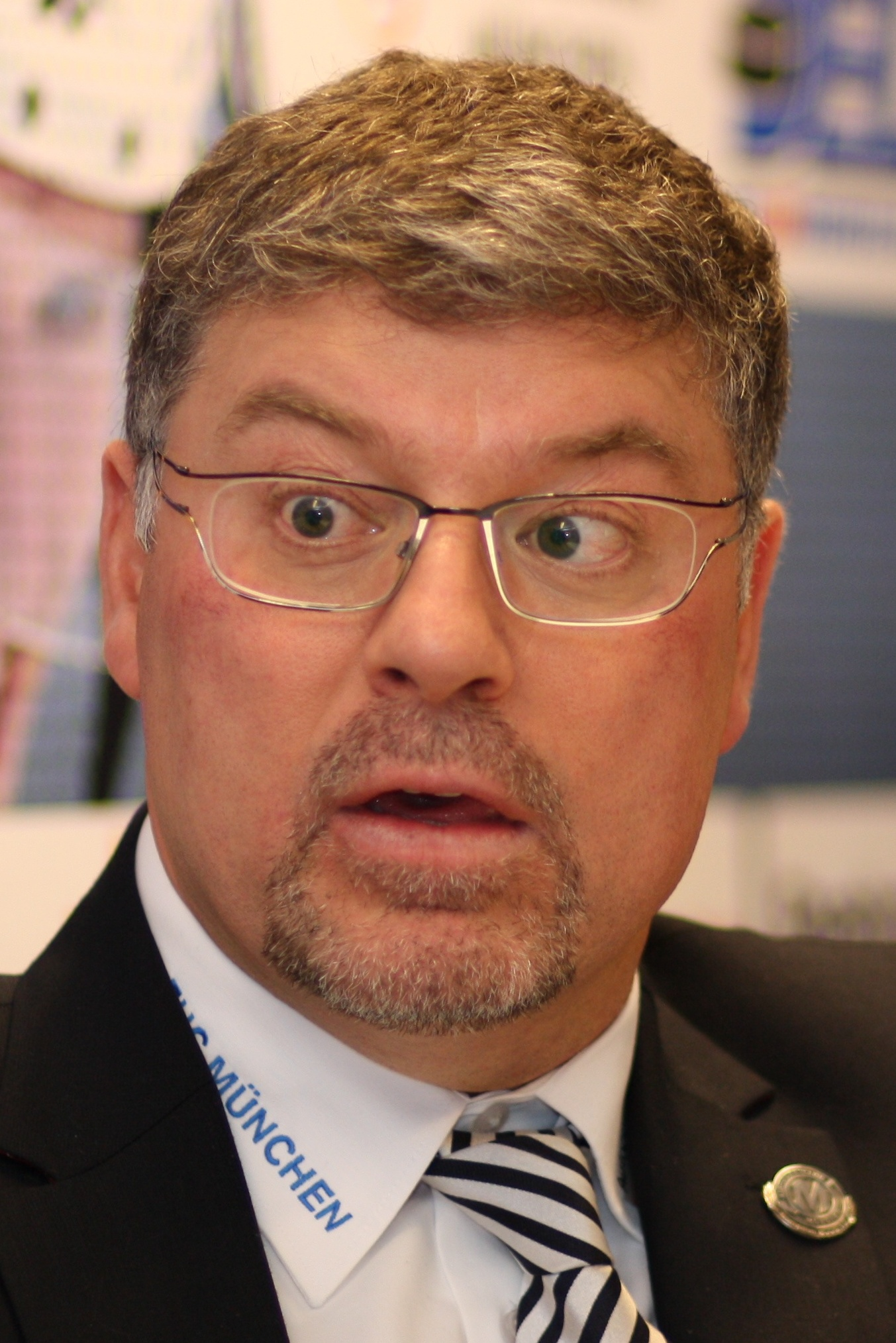
Pat Cortina

Pasqualino „Pat“ Cortina (* 4. September 1964 in Montréal, Québec) ist ein italo-kanadischer Eishockeytrainer, der seit Juni 2021 Cheftrainer des SC Riessersee ist.

## Karriere
Cortina, der italienische Wurzeln hat, trainierte unter anderem die italienische Eishockeynationalmannschaft, die italienischen Erstligavereine HC Varese (1993–1994), SHC Fassa (1996–1999) und AS Asiago Hockey (1999–2000), von 2003 bis 2006 den ungarischen Club Alba Volán Székesfehérvár (hier gewann er drei Meisterschaften in der ungarischen Eishockeyliga), 2006/07 den EHC München sowie 2007/08 den HC Innsbruck in der österreichischen Eishockeyliga und von 2003 bis 2009 die Ungarische Eishockeynationalmannschaft. Ungarn schaffte 2008 unter Cortina nach 70 Jahren wieder den Aufstieg in die A-Gruppe.
2008 übernahm Pat Cortina erneut das Traineramt beim EHC München in der 2. Eishockey-Bundesliga. In der Saison 2008/09 gelang ihm mit seinem Team auf Anhieb die Vizemeisterschaft. 2010 gewann sein Team sowohl den DEB-Pokal als auch die Meisterschaft und schaffte dadurch den sportlichen Aufstieg in die Deutsche Eishockey Liga.
Sein Vertrag beim EHC München wurde daraufhin bis 2012 und nach der erfolgreichen DEL-Saison 2010/11 um zwei zusätzliche Jahre bis 2014 verlängert. Im Januar 2012 wurde Cortina bei der AZ-Leserwahl hinter Jupp Heynckes zu „Münchens Trainer des Jahres 2011“ gewählt. 2012 wurde Cortina deutscher Bundestrainer und erhielt einen Dreijahresvertrag. In der Saison 2012/13 blieb er zusätzlich Trainer des EHC München. Nach der Weltmeisterschaft 2015 wurde sein Vertrag mit dem DEB nicht verlängert.
Zur Saison 2016/17 übernahm Cortina das Amt des Trainers bei den Schwenninger Wild Wings aus der Deutschen Eishockey Liga (DEL). Am 29. Oktober 2018 wurde Cortina nach nur sieben Punkten aus 15 Spielen der Schwenninger Wild Wings von seinen Aufgaben entbunden.
Zur Saison 2019/20 unterschrieb der Italo-Kanadier einen Zweijahresvertrag bei den Grizzlys Wolfsburg. In der Saison 2020/21 erreichte er mit den Grizzlys das DEL-Playoff-Finale, in dem diese gegen die Eisbären Berlin unterlagen. Anschließend wurde sein Vertrag nicht verlängert.
Im Juni 2021 erhielt Cortina einen Zweijahresvertrag (plus Option) beim Oberligaverein SC Riessersee, den er zurück in die DEL2 führen soll.